# 蒂基絲·本·耶索夫
蒂基絲·本·耶索夫（Tekiath Ben Yessouf，1991年9月13日—）是一名尼日女子跆拳道運動員。她曾經獲得2018年非洲跆拳道錦標賽女子57公斤級銀牌以及2019年非洲運動會跆拳道比賽女子57公斤級銅牌。

## 外部連結
- TaekwondoData.com （页面存档备份，存于）
- 蒂基絲·本·耶索夫的Facebook專頁